# Simplicibracon
Simplicibracon är ett släkte av steklar. Simplicibracon ingår i familjen bracksteklar.
Kladogram enligt Catalogue of Life:
| Simplicibracon | \| \| Simplicibracon curticaudis \| \| \| \| \| \| Simplicibracon maculigaster \| \| \| \| \| \| Simplicibracon nigritarsus \| \| \| \| |
|                | \| \| Simplicibracon curticaudis \| \| \| \| \| \| Simplicibracon maculigaster \| \| \| \| \| \| Simplicibracon nigritarsus \| \| \| \| |
|                | Simplicibracon curticaudis |
|                | |
|                | Simplicibracon maculigaster |
|                | |
|                | Simplicibracon nigritarsus |
|                | |